# Tir à l'arc à la perche verticale
Le tir à l'arc à la perche verticale ou tir à l'oiseau est un sport traditionnel pratiqué notamment dans le nord de la France, ainsi qu'en Belgique, en Angleterre, au Canada et aux Pays-Bas.
Il s'agit d'éjecter, à l'aide d'un arc et de flèches, des petits cylindres ornés de plumes tricolores, appelés « oiseaux », d'une grille placée au sommet d'un mât vertical, appelé perche, qui culmine à une trentaine de mètres.

## Origines

### Antiquité
La mention d'un tir comparable à celui du tir à l'oiseau est faite par Virgile dans l'Enéide, au chant V, vers 485 à 544, et qui font intervenir les personnages de Hippocoon, Mnesthée, Euryton et Aceste,,.

### Histoire
L'histoire des archers est en partie liée à celle des terres de Flandre et d'Artois. C'est ainsi qu'au XIIIe siècle, Philippe Auguste crée des milices d'archers au nord de son royaume. Au XVe siècle, ces compagnies s'organisent et prennent le nom de francs-tireurs, les guildes s'affrontant au cours de tournois. Au XVIe siècle, certaines villes du nord installent des « eschampersches » ou perches verticales sur des terrains spécifiques. Les guildes sont dissoutes pendant la Révolution, mais le jeu revient au XIXe siècle grâce aux associations d'archers qui se créent alors.

## Règles du jeu

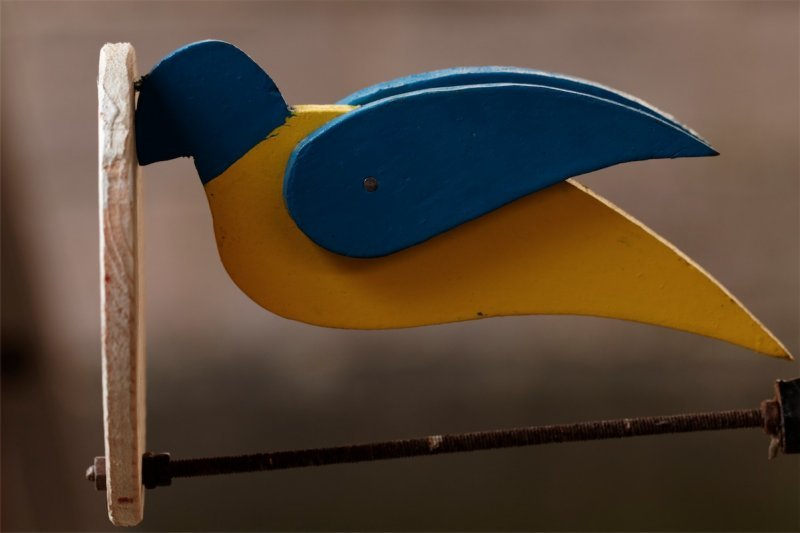
Oiseau en bois utilisé pour le tir à l'oiseau.

L’objectif est d’éjecter des oiseaux postiches situés sur plusieurs niveaux en haut d’une perche d’une trentaine de mètres. Cette perche est surmontée d'une herse ou grille en fer comprenant plusieurs barres transversales garnies de broches pour le placement des oiseaux (petits et primés). La grille est surmontée de trois barres portant chacune deux oiseaux (supérieurs, intermédiaires et inférieurs, appelés aussi « côtés »). La tige centrale est prolongée et sert de support à un oiseau unique dénommé oiseau d'honneur,.
Les flèches et les arcs doivent répondre aux critères suivants:
arc compound ou arc traditionnel. La force de l’arc ne doit pas dépasser 70 livres (soit 31,71 kg).
Le poids maximum de chaque flèche est de 100 grammes (pas de renfort métallique), le diamètre est compris entre 18 et 28 mm. Un embout en plastique plat remplace la pointe de la flèche.
Des points sont attribués en fonction de la taille et du placement des oiseaux éjectés. L’évaluation des points est la suivante : en Belgique et aux Pays-Bas (4 niveaux): Honneur 4 points, Supérieur 3 points, Intermédiaire 2 points, petits oiseaux 1 point; en France (5 niveaux): Honneur 5 points, Supérieur 4 points, Intermédiaire 3 points, Inférieur 2 points, petits oiseaux 1 point. Tout ce qui tombe lors d’un coup de flèche compte hormis en cas de bris de perche,.

## En France

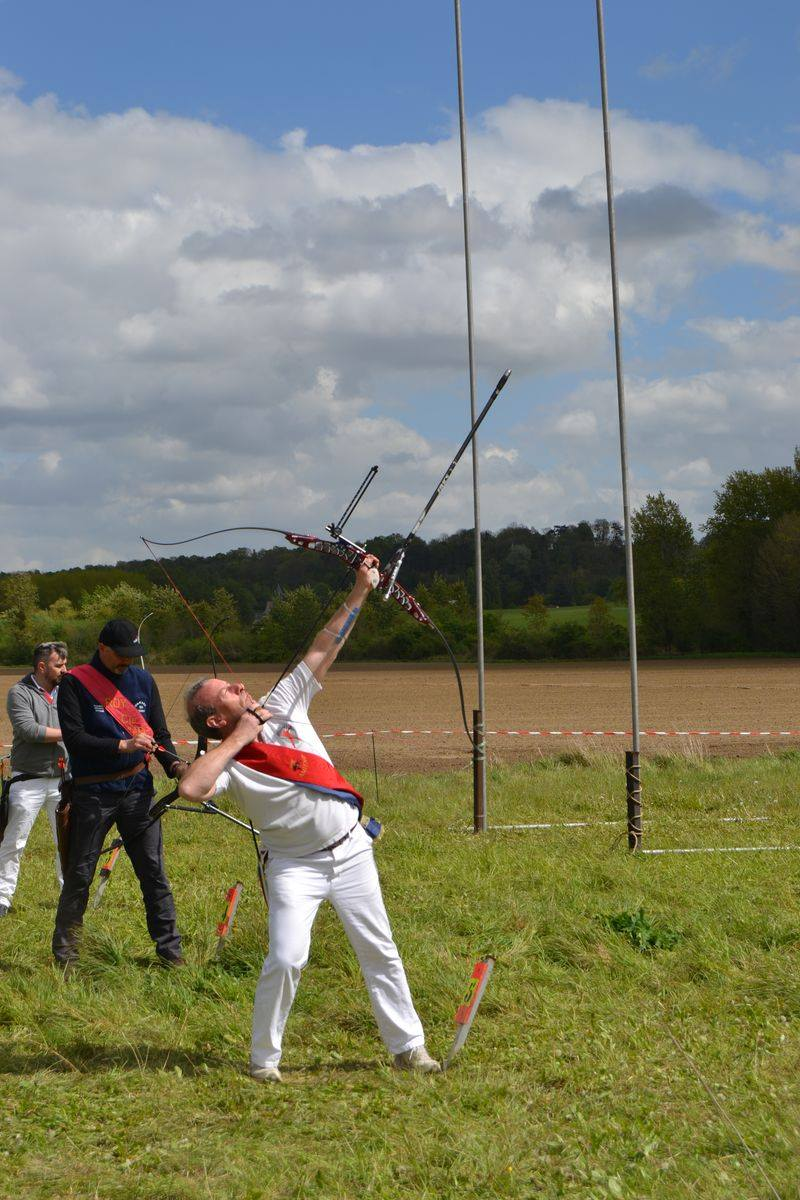
Tir du Roy de France avec le Roy de la Compagnie d'arc d'Amiens en train de tirer l'oiseau.

Le tir à l'arc à la perche verticale est très répandu dans la région du Nord-Pas-de-Calais où il est pratiqué sur des terrains prévus à cet effet. L'histoire de la pratique dans cette région remonte au Moyen Âge et à la Guerre de Cent Ans quand l’archerie perfectionnée par les Anglais était propagée dans le territoire. À l'époque, les archers s'organisaient dans des confréries par un système de parrainage.
C'est en juin 1906 que fut fondée l'Union des Associations des Archers du Nord de la France, qui fédère plus de 90 sociétés des départements du Nord et du Pas-de-Calais, qui se répartissent en trois secteurs géographiques : l'Artois, la Flandre maritime et la Flandre terrienne et qui compte environ 3 800 membres.
Ces associations ont alors remplacé les anciennes guildes et confréries en ont gardé les règles et les traditions. Ces sociétés portent souvent un nom, lié à l'esprit de solidarité qui unit ses membres (la Fraternelle, l'Alliance...) ou à l'Histoire, (Guillaume Tell, ou, très représenté, Saint Sébastien, saint patron des archers).
Les compagnies d'arc traditionnelle organisent chaque année un tir à l'oiseau pour déterminer le « Roy » de la Compagnie. L'oiseau est en bois, de la forme en usage dans chaque compagnie. Il est posé sur deux pattes de bois, avec interdiction d'y mettre un fer ou un laiton qui puisse porter préjudice à l'abattage de l'oiseau. Il faut abattre le corps entier en le frappant avec la flèche, et non l'effleurer. Depuis le XVIIIe siècle, la configuration des terrains des compagnies ne permettant pas toujours un tir vertical comme le veut la tradition, ce tir peut s'effectuer dans le jeu d'arc, sur terrain plat, à un peu moins de 50 mètres,. Certaines compagnies ont également ouvert ce concours aux enfants de moins de 14 ans qui peuvent ainsi devenir « Roitelet(te) », leur distance est adaptée, ils peuvent tirer à 30 mètres,.
Depuis 1951 la Fédération française de tir à l'arc a également mis en place un tir pour déterminer le « Roy de France ». Chaque année, le Roy de la Compagnie représente donc la Compagnie. Cette épreuve se déroule en suivant les règles officielles, en tirant sur une perche verticale de 15 mètres de haut avec, à son extrémité, un oiseau en bois.
En France, en 1978 était créé le championnat de France de tir à l'arc à la perche verticale pour les femmes.
Dans la première décennie des années 2000, le Parc naturel régional des caps et marais d'Opale, la Maison des Archers de Watten et le Musée de l’archerie du Valois ont commencé à mener des actions pour valoriser cette pratique inscrite à l'Inventaire du patrimoine culturel immatériel en 2012.

## En Belgique
- Tir de Genval[21]
- Arquebusiers de Montzen
- Arquebusiers de Visé
- Tir de la ducasse d'Ath.
- Confrérie royale des archers de la Saint-Sébastien de Marbais [22].

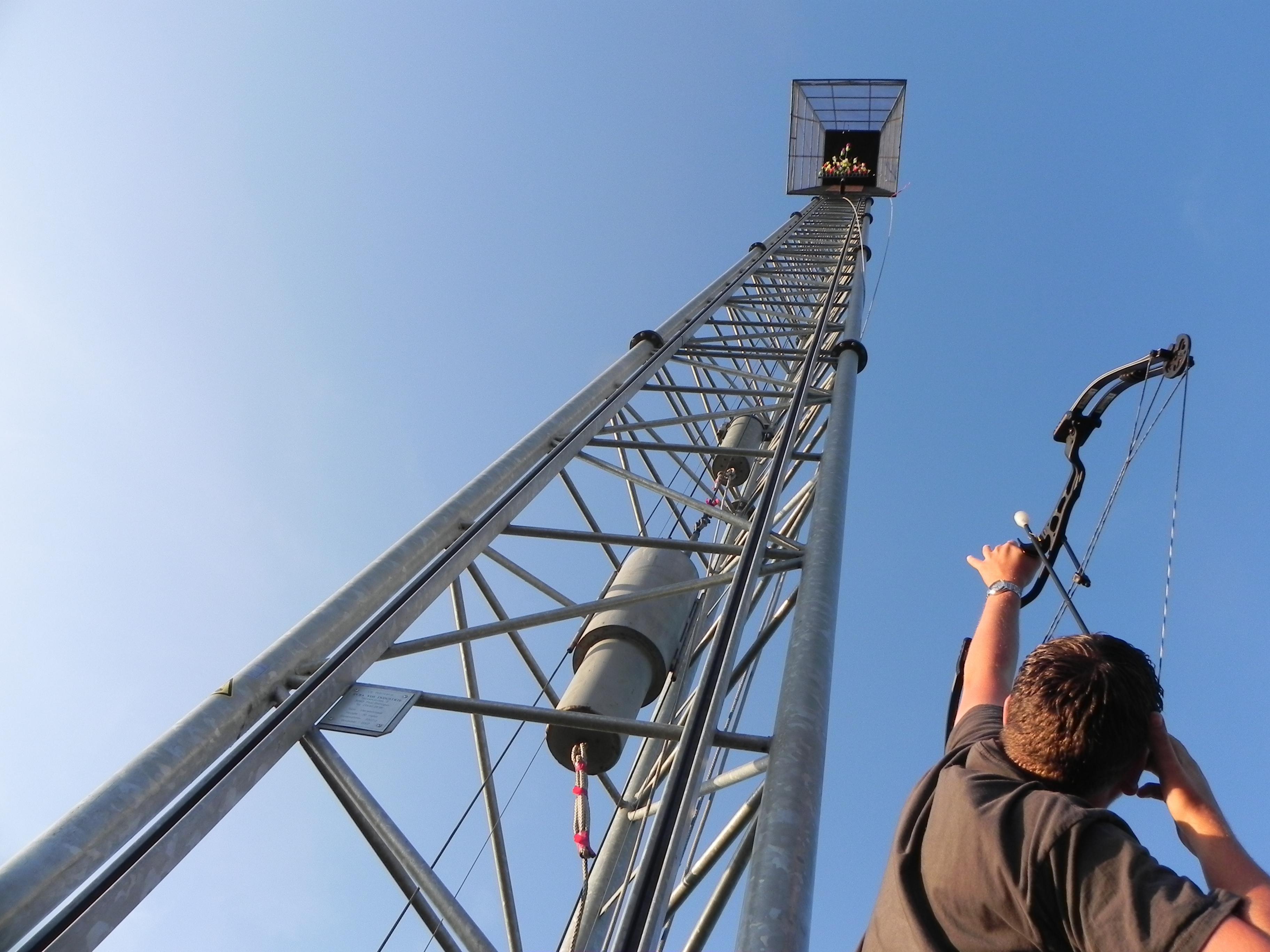
Tir à l’arc à la perche en Flandres
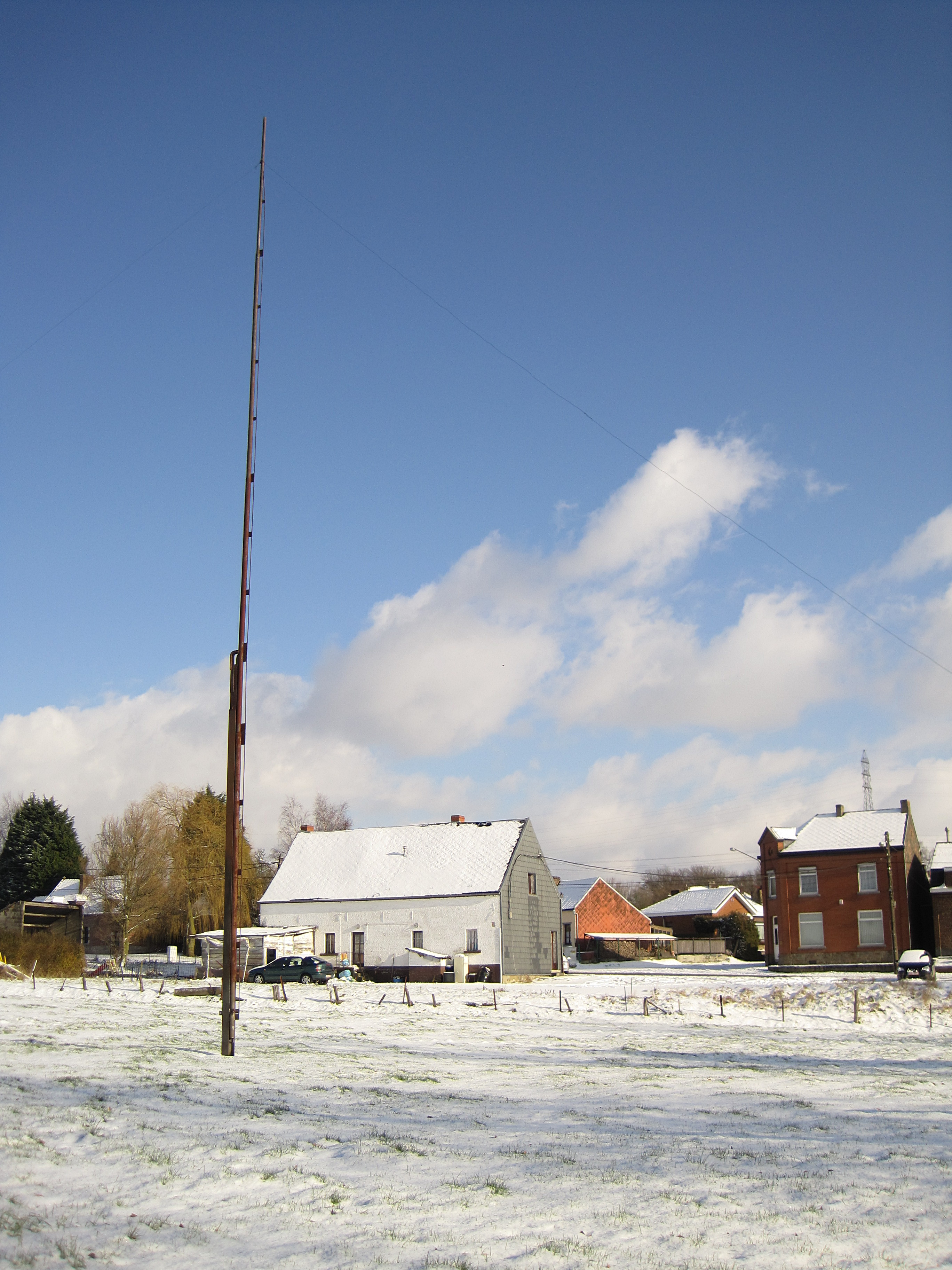
Perche verticale pour le tir à l'arc du café "La Perche" (Havré - Belgique)
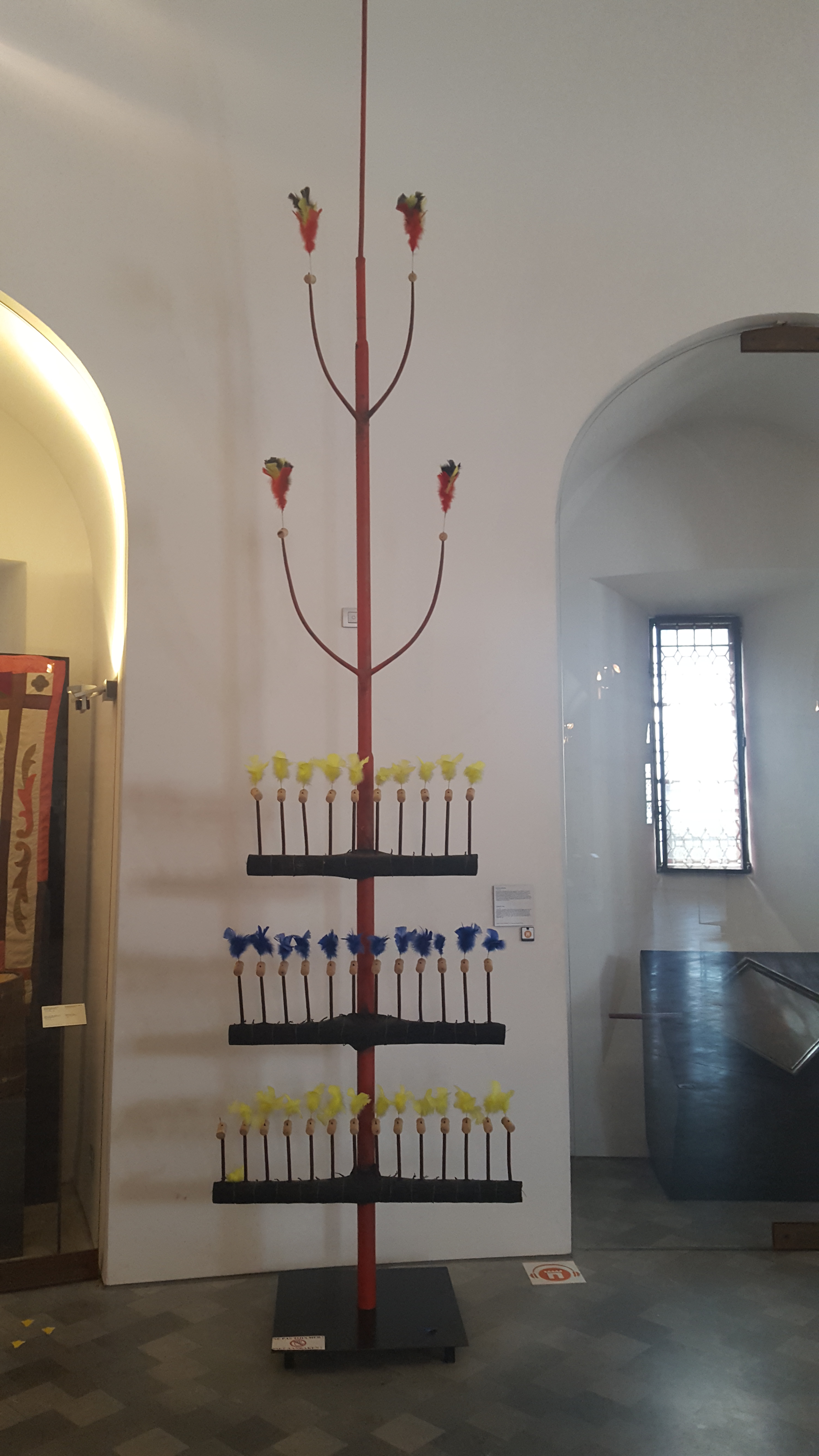
Herse placée en haut du mât comportant les oiseaux postiches à faire tomber (Bruxelles, musée de la porte de Hal)
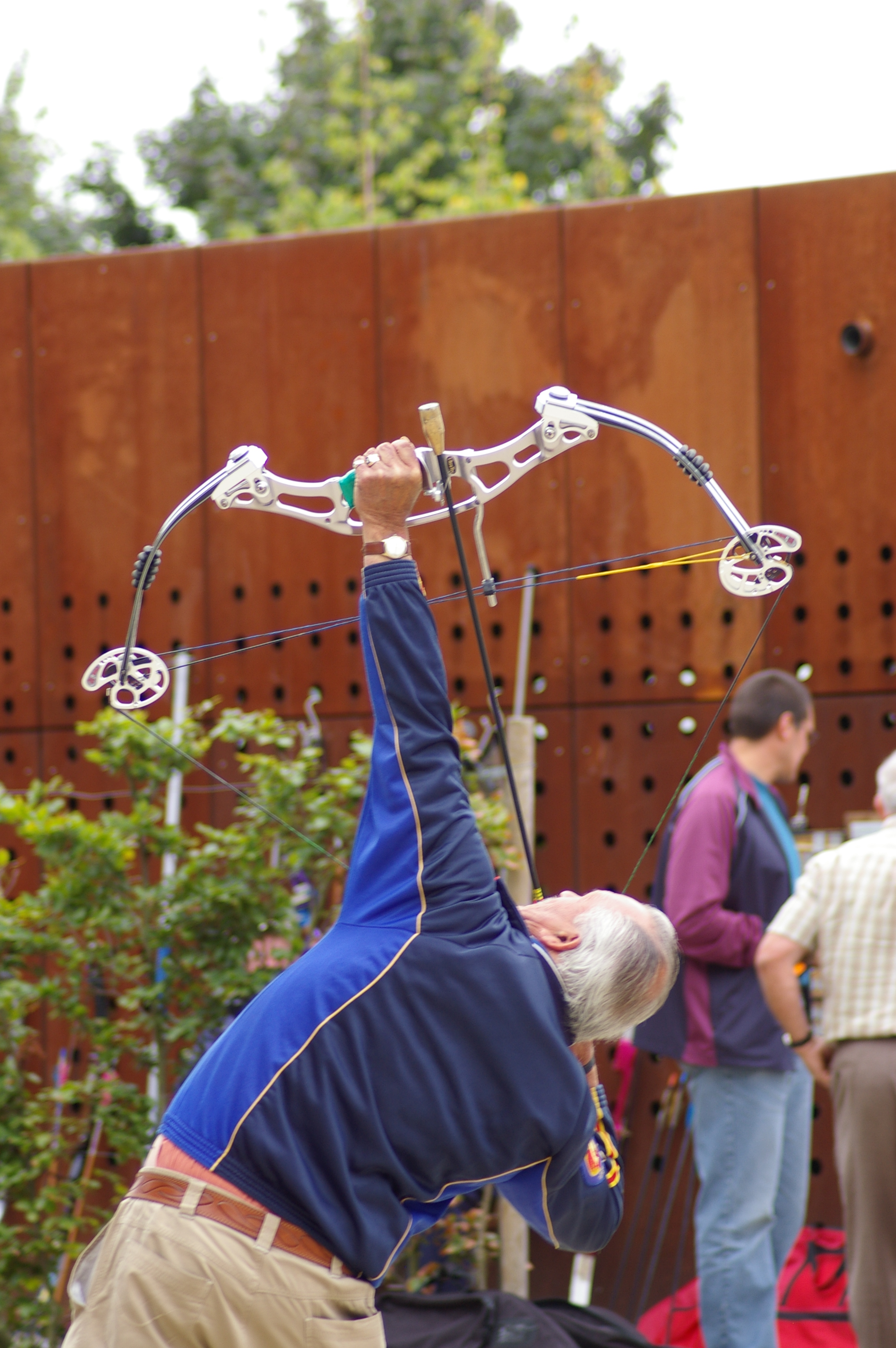
Tournoi de tir à l'arc (perche verticale) à Ath, Belgique, le vendredi de la ducasse 2008

## Au Canada
Ce sport est aussi pratiqué au Canada.
- Robin Hood archery club de Winnipeg[24].

## Aux Pays-Bas
Les Pays-Bas comptent encore aujourd'hui une trentaine de clubs répartis en deux districts :
- Le district zélandais flamand ;
- Le district de Zuid-Beveland.